# Contea di Sclafani Cabernet Sauvignon riserva
Le Contea di Sclafani Cabernet Sauvignon riserva est un vin rouge italien de la région Sicile doté d'une appellation DOC depuis le 21 août 1996. Seuls ont droit à la DOC les vins récoltés à l'intérieur de l'aire de production définie par le décret. 
Les vignobles autorisés se situent en province de Palerme dans les communes de Valledolmo, Caltavuturo, Alia et Sclafani Bagni ainsi qu'en partie sur le territoire des communes Petralia Sottana, Castellana Sicula, Castronovo di Sicilia, Cerda, Aliminusa, Montemaggiore Belsito et Polizzi Generosa ainsi qu'en Vallelunga Pratameno et Villalba en province de Caltanissetta et dans la commune Cammarata en province d'Agrigente.
Le vin rouge du Contea di Sclafani Cabernet Sauvignon riserva répond à un cahier des charges plus exigeant que le Contea di Sclafani Cabernet Sauvignon, essentiellement en relation avec un vieillissement de 2 ans et d'un titre alcoolique plus élevé.

## Caractéristiques organoleptiques
- couleur: rouge rubis tendant vers un rouge grenat
- odeur : caractéristique, légèrement épicé
- saveur: riche, plein de corps.

Le Contea di Sclafani Cabernet Sauvignon riserva se déguste à une température de 14 à 16 °C et il se gardera 3 – 6 ans. 

## Production
Province, saison, volume en hectolitres :
- pas de données disponibles